# توت‌فرنگی وحشی
توت‌فرنگی وحشی (نام علمی: Fragaria vesca) نام یک گونه از سرده توت‌فرنگی است.